# Chu Tấn (nhà Minh)
Chu Tấn (chữ Hán: 周缙, ? - ?), tự Bá Thân, người huyện Vũ Xương, phủ Vũ Xương, hành tỉnh Hồ Quảng , quan viên nhà Minh.

## Cuộc đời
Tấn nhờ thân phận Cống sanh mà được gia nhập Thái Học, sau đó được thụ chức Vĩnh Thanh điển sử , thay huyện lệnh coi việc.
Yên vương Chu Đệ dấy binh, quan viên các nơi nối nhau ra hàng. Tuy Vĩnh Thanh rất gần nước Yên, nhưng Tấn một mình cố thủ, ngăn chặn quân Yên. Đến khi nhắm thấy không thể chống lại, Tấn gói ấn chạy về miền nam. Giữa đường nghe tin mẹ mất, Tấn quay về chịu tang. Sau đó nghe tin quân Yên áp sát kinh sư, Tấn muốn tập hợp lực lượng để cần vương; nhưng lại nghe tin kinh sư đã thất thủ, ông bèn bỏ trốn. Bộ Lại lập ra danh sách quan lại bỏ chức vụ, không đầu hàng quân Yên, cả thảy 290 người, đề nghị xử phạt. Triều đình giáng chiếu lệnh cho họ nộp tiền để chuộc tội, bắt đi thú ở Hưng Châu . Tấn bị bắt giữ, đưa đến nơi làm lính thú. Tấn ở đấy vài năm, được con trai thay cho nên được về.
Không rõ Tấn mất khi nào, hưởng thọ 80 tuổi.